# خيال أم جد
خيال أم جَد هو برنامج درامي غنائي عربي من الأعمال الأصلية لمنصة الجزيرة 360، أُطلق في أغسطس 2025، ويجمع بين الأداء الغنائي بأسلوب الراب  والقصص الدرامية بحيث يتناول موضوعاً مختلفاً بشخصيات جديدة في كل حلقة. يقدّم البرنامج صانع المحتوى السوداني أمجد النور. 

### فكرة البرنامج
يعتمد "خيال أمـ..جد" على معالجة موضوعات اجتماعية مثيرة للجدل، مثل الطلاق، وهوس الكسب السريع، والعنصرية، وعقدة الخواجة، ونرجسية الآباء، وخيار اللا إنجابية. لا يقدّم البرنامج حلولاً مباشرة، بل يطرح أسئلة مفتوحة تدعو للتأمل والمساءلة. تجري المعالجة بأسلوب شعري وأداء تمثيلي يتراوح بين المشاهد السريالية والحوار الداخلي، وصولاً إلى ذروة موسيقية بالراب العربي الفصيح.

### الشخصية الرئيسية
أمجد، كاتب يعيش في عالم متداخل بين الضوء والظلام، يتعامل مع القضايا الاجتماعية من منظور شخصي وفكري، ويستخدم اللغة سلاحاً للتشريح والنقد. 
يظهر أمجد في كل حلقة ضمن بيئة مختلفة، مصحوباً بشخصيات مساندة، ويقدّم مونولوغات تكشف أبعاد الصراع الداخلي والخارجي في القصة.

### طاقم العمل

#### الإنتاج والإخراج:
أشرف على إنتاج البرنامج في موسمه الأول الصحفية والمنتجة في شبكة الجزيرة أميرة زهرة إيمولودان وعماد الدين السيد كمنتج تنفيذي. بينما أشرف على إخراج العمل المخرج المصري حسام الجزار.

#### الممثلون:
أمجد النور: هو صانع أفلام وصحفي ومنتج وكاتب ومقدم برامج سوداني، يتميز بأسلوبه التعبيري الفريد وقدرته على الدمج بين التمثيل والغناء، خصوصاً في فنون الراب والشعر. شارك في عدة أعمال فنية تركز على القضايا الاجتماعية والنفسية، ويشتهر بتجسيده للشخصيات المعقدة التي تعكس واقع الشباب العربي بعمق وحساسية. دوره في "خيال  أمـ..جد" يعكس موهبته في المزج بين الأداء المسرحي والموسيقي، مما أضفى على الشخصية بعداً إنسانياً مكثفاً وجعل البرنامج تجربة فنية متكاملة. 

### البنية الدرامية
تتبع الحلقات في خيال أمـ..جد بنية درامية ثابتة تبدأ بمشهد افتتاحي ذي طابع حلمي أو سريالي يمهد لطرح التناقض أو الصراع الأساسي، ثم تتطور الأحداث عبر مواجهة فكرية أو مجتمعية تكشف أبعاد القضية المطروحة. يتخلل السرد مونولوج داخلي يبرز الصراع النفسي للشخصية الرئيسية، وصولاً إلى لحظة إدراك أو كشف ذاتي، قبل أن تختتم الحلقة بذروة موسيقية في شكل أداء راب شعري مكثف يجمع بين الإيقاع والبلاغة لإيصال الرسالة النهائية.

### الرسائل الرئيسية
يهدف برنامج خيال أمـ..جد إلى تقديم نقد مجتمعي حاد من منظور لغوي وشعري، من خلال المزج بين الأداء الغنائي بأسلوب الراب والتحليل العميق للقضايا المعاصرة. يركز العمل على استكشاف ازدواجية الهوية الفردية والجماعية، ويستخدم اللغة الفصيحة الممزوجة بالعامية كوسيلة فنية لتفكيك الظواهر الاجتماعية وإيصال رسائل دقيقة، مع إبراز الكتابة كفعل مقاومة ومواجهة لا يكتفي بالتعبير الجمالي بل يسعى لإثارة التساؤل والتأمل لدى المشاهد.

### الأسلوب الفني
بشكل عام كل الحلقات تنظر بطريقة ناقدة لأهم القضايا الاجتماعية المعاصرة، وبالأخص التي يواجهها جيل الألفية، وتحاول التركيز على إثارة الجدل وإتاحة المجال للمشاهد للتفكير. 
يمزج البرنامج بين المونولوغ الشعري حيث نصوص فصيحة ممزوجة بالعامية، غنية بالصور البلاغية والراب العربي الفصيح بأداء موسيقي تعبيري يصل إلى ذروته في نهاية كل حلقة، والمشاهد البصرية المتناقضة: توظيف الضوء والظلام لتمثيل الصراع بين الخيال والواقع.

### المواضيع والحلقات
كل حلقة تتصاعد نحو ذروة هي أداء شعري (راب) تعبيري من أمجد، يتكثف فيه المعنى ويُفجَّر الغضب. الشكل الدرامي يعتمد على مزيج من المشاهد المسرحية المجردة ومونولوغ شعري ومشهد سينمائي واقعي. 

#### ملخص مواضيع الحلقات
- الحلقة 1 – من الطالق؟: تناقش ارتفاع معدلات الطلاق وأسبابه من منظور الرجل والمرأة.

- الحلقة 2 – الكسب في زمن التكبيس: تحليل لهوس المكسب السريع وتأثيره على قيم العمل والصبر.

- الحلقة 3 – شلال نرجسية: استعراض لظاهرة النرجسية عند بعض الآباء وكيفية تأثيرها على علاقتهم مع أبنائهم.

- الحلقة 4 – أنهار العنصرية: تناول لظواهر العنصرية في المجتمعات العربية.

- الحلقة 5 – الخواجة وعنق الزجاجة: بحث في عقدة النقص أمام الغرب وتبعاتها الثقافية.

- الحلقة 6 – خِيفة الخلفة: نقاش حول اللا إنجابية كخيار أخلاقي وشخصي.

### الحلقات
| الحلقة  |                      | الموضوع       | وصف الحلقة |
| ------- | -------------------- | ------------- | --- |
| الأولى  | من الطالق؟           | الطلاق        | بالنظر إلى وجود عدة تقارير تشير إلى ارتفاع معدلات الطلاق في الدول العربية، تعالج هذه الحلقة الأسباب والدوافع والمؤثرات الخارجية التي قد تؤدي بأي ثنائي إلى الطلاق في مجتمعنا، وذلك عبر تقديم كل ما سبق من وجهة نظر الرجل والمرأة. تسلّط الحلقة الضوء على الطلاق كأزمة اجتماعية ونفسية مركّبة، تُعيد طرح مفاهيم الارتباط والانفصال من منظور أكثر جرأة يلامس تجارب الجيل الحالي. |
| الثانية | زمن التكبيس          | الكسب السهل   | الجري وراء تحقيق المكاسب السريعة اليوم بخاصة عبر مواقع التواصل والتقنيات أو الترندات الحديثة المتسارعة.. هل هو تكيف مع وتيرة العصر وتحفيز على الطموح وتطوير الذات أم أن الشباب فقد الرغبة في السعي والقدرة على الصبر والمثابرة؟ تناقش الحلقة واقع السعي وراء المال السريع في زمن السرعة الرقمية، وتطرح تساؤلات حول القيم الحقيقية للعمل والنجاح، في مواجهة عقلية "كل شيء فوراً" المنتشرة بين الشباب.                                                                                    |
| الثالثة | شلال نرجسية          | نرجسية الآباء | ظاهرة نرجسية بعض الوالدين الذين غالباً ما يعطون الأولوية لاحتياجاتهم ورغباتهم وصورتهم ويبدون سيطرة أو تحكماً في حياة وخيارات الأبناء حتى بعد البلوغ.. قد يراها البعض أمراً ضرورياً ومفيداً لضمان توجيه الأبناء بشكل سليم كونهم يفتقرون إلى الخبرة والحكمة فيما يجادل البعض الآخر بأنها انتهاك لاستقلاليتهم وحريتهم ووجه آخر لظاهرة العلاقات السامة. تطرح الحلقة نقداً عميقاً لسلطة الأهل المطلقة على أبنائهم، وتكشف كيف يمكن أن تتحول التربية إلى أداة فرض ذاتي على حساب حرية الجيل الجديد.   |
| الرابعة | هل أنا عنصرية؟       | العنصرية      | بالنظر إلى واقع معاملة بعض الفئات في المجتمع العربي مثل السود والعمال الأجانب أو حتى مظاهر التمييز والفوقية التي تظهر بين عربي وعربي آخر بناء على العرق أو الدين أو القبيلة أو الجنسية… هل نحن العرب عنصريون؟ تُعيد الحلقة النظر في أنماط التمييز العرقي والقبلي التي لا تزال حاضرة في المجتمعات العربية، وتدعو إلى كشفها والتفكير في جذورها الثقافية والنفسية. |
| الخامسة | الخواجة وعنق الزجاجة | عقدة الخواجة  | شعور العربي بالنقص تجاه الآخر الأجنبي.. هل لدى العرب إحساس متأصل بالدونية على مستوى الأفراد والمجتمع والنخب بشكل يؤدي إلى تهميش الذات والقيم الأصيلة ويبالغ في الانبهار وتلميع ما هو أجنبي (أفكار، ومنتجات، وخدمات، وخبرات، وكوادر)؟ أم أنه لا شيء يعيب الإعجاب والتأثر بالأجنبي بخاصة إذا كان الواقع يشير إلى أننا غير قادرين على مواكبته؟ تتناول الانبهار بالغرب بوصفه حالة فكرية عالقة، وتُحرّك النقاش حول عقدة النقص تجاه الذات والثقافة المحلية، التي يعيشها الأفراد في ظل العولمة. |
| السادسة | خِيفة الخلفة          | اللا إنجابية  | في عالم يعج بالحروب والمآسي وبالنسبة إلى جيل من الشباب يواجه تحديات مادية هل الإنجاب أمر أخلاقي؟ هل تفضيل عدم الإنجاب مبرر؟ تثير الحلقة تساؤلات حول مفهوم الإنجاب كخيار لا كواجب، وتواجه الضغوط المجتمعية التي ترفض خيار اللا إنجابية، رغم مشروعيته لدى كثير من شباب اليوم. |

1. ↑  "أمجد النور". www.qf.org.qa. اطلع عليه بتاريخ 2025-08-20.
2. ↑  "خبراء: هوس الثروة السريعة يدمر طموحات الشباب ويقودهم للفشل". الجزيرة نت. اطلع عليه بتاريخ 2025-08-20.
3. ↑  "كيف يحطم الأب النرجسي أحلام أطفاله باسم الحب؟". الجزيرة نت. اطلع عليه بتاريخ 2025-08-20.